# Sulfato de manganês(II)
Sulfato de manganês (II) é o composto inorgânico com a fórmula MnSO4. Este sólido incolor e deliquescente é um sal de manganês (II) comercialmente significativo. Aproximadamente 260 milhões de kg/ano foram produzidos mundialmente em 2005.  Ele é o precursor para o metal manganês e muitos compostos químicos. Solos deficientes em Mn são remediados com este sal.